# Jonathan Lara
Jonathan Lara (Bogotá, Colombia; 25 de febrero de 1992) es un futbolista colombiano. Jugaba de mediocampista se retiró debido a varias y delicadas lesiones que inclucibe lo podrían dejar sin volver a caminar.

## Trayectoria

### Patriotas Boyacá
Lara Debutó como profesional con el Patriotas Boyacá en el año 2008 siendo una de las promesas del fútbol capitalino y demostrando un gran talento llegó a convertirse en su momento en el 3 jugador con más partidos disputados allí disputando 92 partidos en la segunda división colombiana logró anotar 6 goles.

### Atlético Bucaramanga
Llega a la ciudad bonita en enero de 2011 para jugar con el equipo leopardo donde venia alternando la titularidad pero igual siendo importante para el equipo hasta que en el 16 de marzo de 2014 cuando está enfrentando al Real Santander tuvo un choque con el delantero de ese club.
Cuando lara llega a la clínica el diagnóstico fue triple lesión en la pierna derecha, palabras mas palabras menos desgarro de meniscos, Ligamento cruzado posterior y rompimiento de la esquina posterolateral.
Casi 1 año después aunque la cirugía había salido bien el para los entrenamientos no se sentía bien y el 23 de febrero de 2015 re cae en su lesión esta vez ya en forma dfinitiva no podrá volver a la actividad deportiva.

## Selección nacional
Ha sido internacional con la Selección de fútbol de Colombia Sub-20 cuando fue convocado para el Cuadrangular Internacional de Arequipa Sub-20 donde fue titular todos los partidos y se adjudicó junto a su equipo el campeonato.

## Clubes
| Club                 | País     | Año       | Partidos | Goles |
| -------------------- | -------- | --------- | -------- | ----- |
| Patriotas Boyacá     | Colombia | 2008-2010 | 100      | 6     |
| Atlético Bucaramanga | Colombia | 2011-2015 | 76       | 2     |